# Blaise Diagne
Blaise Diagne (13 d'octubre de 1872 - 11 de maig de 1934) va ser un líder polític francès i alcalde de Dakar. Va ser el primer africà negre triat a la Cambra de diputats francesa, i el primer a ocupar un càrrec al govern francès.

## Antecedents
Nascut d'un pare serer, Niokhor Diagne, i una mare manjaco originària de Guinea Bissau, Gnagna Anthony Preira, Galaye Mbaye Diagne va néixer a Gorée, Senegal, més tard va ser adoptat per una família cristiana que el va batejar Blaise. Va estudiar a França abans d'unir-se al serveis de duanes franceses el 1892. Va servir al Dahomey (actual Benín), Congo Francès (ara República del Congo), Reunió, Madagascar, i la Guayana Francesa. El setembre del 1899, mentre era a l'illa de Reunió, Diagne va fer maçó, unint-se a una lògia afiliada amb el Gran Orient de França.

## Carrera política
Diagne va ser elegit a la Cambra de diputats de França el 1914 com a representant de Senegal. Va ser reelegit diverses vegades ocupant el càrrec fins a la seva mort el 1934. De 1914 a 1917 es van organitzar en grups amb la Secció Francesa de la Internacional Obrera, precursora del Partit Socialista francès, per poder afiliar-se als independents dirigits per Georges Mandel. El 1914 després de convertir-se recentment en el diputat electe de Senegal, Blaise Diagne va ser fonamental en la intervenció del govern en un brot de pesta que va assotar a Dakar. El 1916 Diagne va convèncer el Parlament francès per aprovar en una llei (Loi "Blaise Diagne") la concessió de la plena ciutadania a tots els habitants dels anomenats Quatre Municipis (Quatre Communes) a Senegal: Dakar, Gorée, Saint Louis del Senegal, i Rufisque. Aquesta mesura constitueix un element important de la política colonial francesa d'una "missió civilitzadora" (missió civilitzadora). Fou un reclutador destacat per a l'exèrcit francès durant la Primera Guerra Mundial, quan milers de negres africans occidentals lluitaven en el front occidental de França.
Després de la guerra, Diagne es va embarcar en una carrera administrativa, a més de les seves responsabilitats com a diputat. Des d'octubre 1918 fins a 1920 va ocupar el càrrec de Comissionat General del Ministeri de Colònies amb la supervisió del personal militar de les colònies i dels treballadors de les possessions africanes de França. Va representar a França en l'Oficina Internacional del Treball, la secretaria de l'Organització Internacional del Treball, el 1930 Des de gener 1931 fins a febrer 1932 va ser sotssecretari d'Estat per a les colònies, una posició de segon nivell en el gabinet. De 1920 a 1934 va exercir com a alcalde de Dakar.

## Llegat
Va ser un pioner de la política electoral de l'Àfrica negra i un defensor de la igualtat de drets per a tots, sense importar la raça. Va encoratjar el domini del francès pels africans i l'adopció de les normes culturals i socials francesos. A pesar que es va avançar al seu temps el 1914, els últims anys de la seva vida la política colonial d'Àfrica havien passat per ell. Va seguir advocant per un paper d'Àfrica a França, mentre que la majoria de les elits africanes occidentals van abraçar el nacionalisme africà i van treballar per a l'eventual independència amb relació a les potències colonials.
S'al·lega que no va ser enterrat en el cementiri musulmà de Soumbedioune a Dakar per la seva maçoneria. No obstant això, un gran bulevard (Avinguda Blaise Diagne) i una escola secundària (liceu Blaise Diagne) a Dakar van ser anomenats en el seu honor, així com el nou aeroport internacional de Senegal, Blaise Diagne Aeroport a Ndiass, a 52 quilòmetres de Dakar.
El seu fill Raoul va ser el primer negre a jugar al futbol professional a França i va tenir gran èxit jugant al Racing Club de França a la fi de 1930, quan va guanyar el títol francès el 1936 i la Copa de França el 1936, 1939, i 1940.
El seu net, amb el seu mateix nom, nascut a París el 1954 del seu fill Adolfo (1907-1985, un metge francès), es va convertir en alcalde de la localitat francesa de Lourmarin (1.002 habitants en 2010) a les muntanyes de Luberon de la Provença en 2001 i va ser reelegit en 2008 Segons ell, el record del seu avi tenia escassos esments dins de la família ("mes pares ont toujours été très discrets sud cette histoire familiale"). La seva mare i la seva àvia eren les dues dones franceses "blanques". En ser entrevistat el 2005, Blaise Diagne Jr. li va dir a la periodista que no havia viatjat a Senegal des de 1960 i va pensar que "no té res que aportar allí".